# Chromolithographie

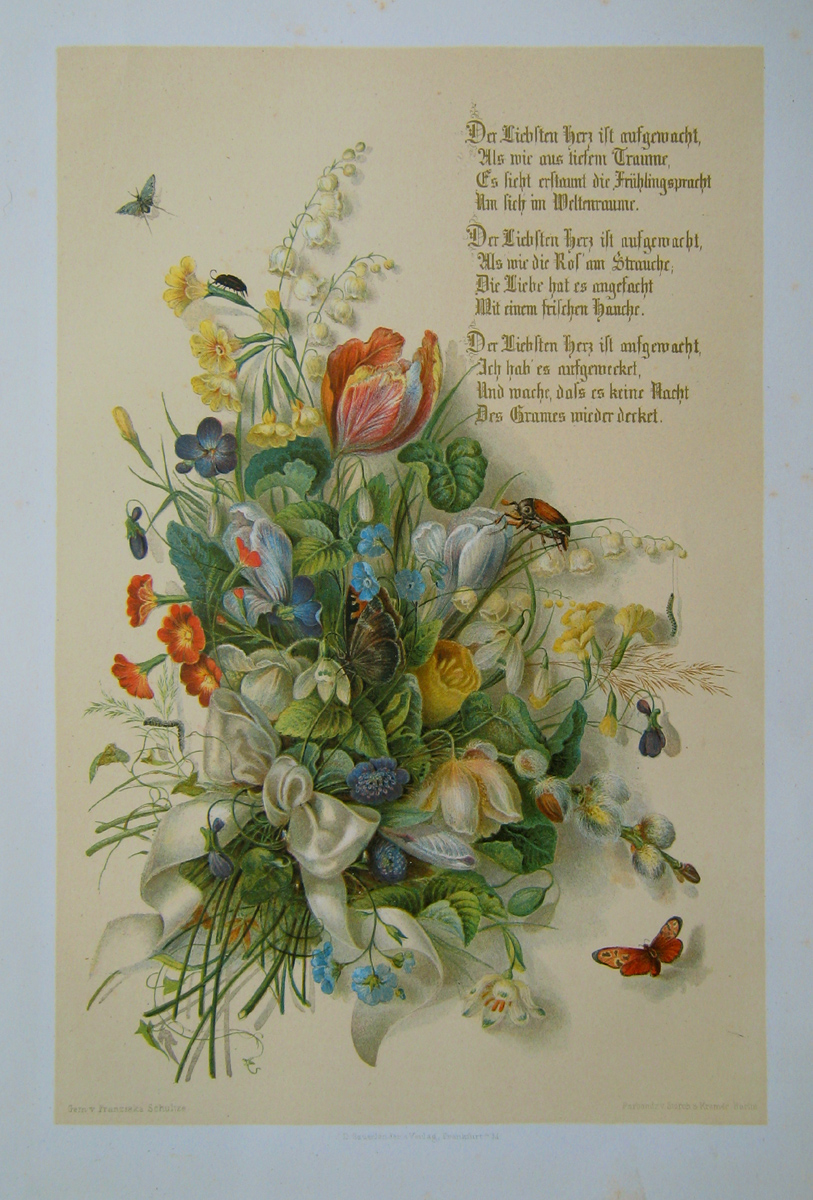
Love Spring, chromolithographie par Franziska Schultze.

La chromolithographie est le terme choisi par le lithographe Godefroy Engelmann pour désigner son procédé d'impression lithographique en couleurs (1837), fondé sur l'impression couleur par couleur, jusqu'à seize différentes. Chaque couleur était posée sur une pierre lithographique et le même document passait d'une pierre à l'autre avec des repérages précis. Ce procédé long, et donc coûteux, a par la suite été remplacé par l'impression offset, en quadrichromie. Engelman avait d'abord proposé le terme de lithocolore, et l'abandonna ensuite.

## Technique

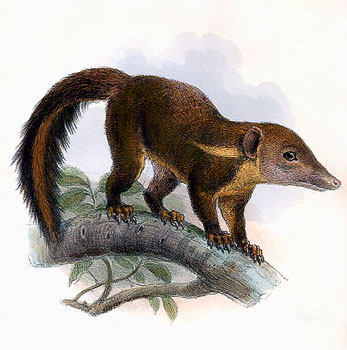
Tupaia splendidula, chromolithographie par Joseph Wolf, 1865.

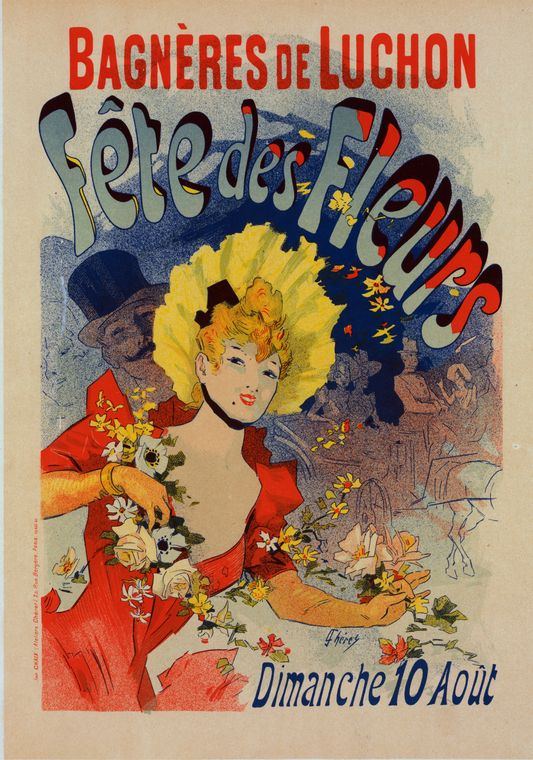
Fête des Fleurs de Luchon,
affiche de Jules Chéret (1890),
chromolithographie de l'Imprimerie Chaix.

Bien avant l'invention du procédé lithographique par Aloys Senefelder, se posa la question de la couleur. Jacob Christoph Le Blon fut l'inventeur dès avant 1740 du principe de l'impression en quadrichromie, mais celui-ci passait par la gravure et l'encrage de différents cuivres que l'on devait caler de façon très précise. Senefelder lui-même a imprimé des lithographies en plusieurs couleurs, en utilisant plusieurs pierres, une pour chaque couleur souhaitée. D'autres tentèrent d'appliquer plusieurs couleurs sur la même pierre, avec des succès variables.
Le mérite d'Engelmann par rapport à ses nombreux concurrents est d'avoir mis au point vers 1836 une méthode à la fois théorique : l'emploi des trois couleurs primaires, le cyan (bleu), le jaune et le magenta (rouge), auxquelles on ajoute le noir, pour obtenir toutes les teintes et les nuances possibles (ce qui constitue toujours le principe de l'impression en couleurs actuelle, ou quadrichromie), et pratique : la mise au point de presses lithographiques munies de systèmes élaborés pour obtenir un bon repérage des impressions successives. Habituellement, le papier était légèrement humidifié : Engelmann supprima cette obligation qui occasionnait des déformations, et donc de mauvais repérages. Il imprimait sur les quatre pierres le contour léger du dessin pour le retravailler ensuite pour ajouter les couleurs. Rien n'interdisait du reste d'utiliser un nombre beaucoup plus grand de couleurs.
Le premier album lithographié et imprimé directement en couleurs est Picturesque Architecture in Paris de Thomas Shotter Boys, paru à Londres en 1839 et sorti des presses de Charles Joseph Hullmandel, via le procédé de « lithotinte », qui est différent de celui inventé par Engelmann, et qui fut redécouvert à la fin du XIXe siècle.

## Extension de la chromolithographie

### «Chromos»
Au cours du XIXe siècle, la chromolithographie se développa et se perfectionna, touchant tous les domaines de l'imagerie populaire, dont celui du commerce avec toutes les formes de publicité : affiches, cartes commerciales, catalogues, calendriers, images de pain d'épices, ou autres images à collectionner. Outre l'imagerie populaire, et les images religieuses, morales et patriotiques, largement diffusées par le colportage, se développa l'édition de livres illustrés pour les enfants, de jeux, d'images à découper et à assembler, de cartes géographiques pour les écoles, ainsi que de reproductions d'œuvres d'art, telle l'Angélus de Millet, qui, encadrées, ornaient les intérieurs populaires et bourgeois, ou encore de vues « souvenirs » de sites touristiques, à partir de photographies en noir et blanc remises en couleurs (colorisation photographique). 
L'abondance de la production chromolithographique conduisit à considérer avec un certain mépris les images qu'on appela « chromos », volontiers accompagnées des adjectifs plutôt péjoratifs « pompiers » et « saint-sulpiciens ». C'est oublier que les grands artistes de l'affiche, depuis Chéret, et Toulouse-Lautrec, ont utilisé la chromolithographie. 
Le terme « chromo », conjointement, est utilisé aux États-Unis sous l’impulsion du lithographe américain Louis Prang, qui s’initia à la chromolithographie lors d’un voyage à Paris en 1846, puis se perfectionna en Allemagne en 1864, et qui eut une abondante production de cartes de vœux au point d’être nommé « le père de la carte de Noël américaine ». Un autre pionnier, Henry Atwell Thomas, ouvrit une imprimerie chromolithographique à New York au tout début des années 1860.
Remarquons qu'en 1845, le graveur Louis-Joseph-Isnard Desjardins avait inventé la chromotypographie, un procédé de gravure en couleurs qui nécessitait l'emploi de planches en cuivre ou en zinc et non en pierre, appelé « procédé » ou « gravure Desjardins » ; les images obtenues, reproduisant fidèlement par exemple toutes les nuances d'un tableau, eurent un certain succès à l'époque, et étaient également qualifiées de « chromos ».

### Évolutions stylistiques et techniques
Le dessin direct, dans l’affiche et les divers documents imprimés, de lettres ornées, colorées, déformées, suscite l'apparition dans le domaine de la typographie d'une floraison de caractères fantaisistes en plomb, utilisés pour la publicité et les titrages, parfois en opposition avec les prescription du « bon goût » et des normes typographiques, car dessinés par des artistes sans formation spécifique de créateur de caractères. L'impression chromolithographique sur des supports nouveaux, comme les vitrauphanies, destinées à l'origine à faire de faux vitraux, permet d'imprimer des emballages, des boîtes de sardines, des plaques de métal ou des imitations à bon marché de vitraux pour les appartements bourgeois et les églises.
On n'hésite pas à combiner des impressions or, des gaufrages, des découpes. Les lourdes pierres lithographiques sont progressivement remplacées par des plaques en zinc, plus maniables, plus faciles à entreposer et permettant de plus grands tirages. L'Américain Benjamin Day (1838-1916) invente un procédé de teintes en aplat, par superposition de trames de valeurs différentes : le Benday, qui subsiste jusque dans les années 1970 dans l'impression offset.
Cette technique va perdurer jusqu'après la Seconde Guerre mondiale, puis peu à peu remplacée par l'impression offset, mais avec des niveaux de créativité et d’originalité bien moindres face aux impératifs croissants d’économie et de rentabilité.

Un exemple d'impression en neuf couleurs par J. C. Leyendecker (design) and A. J. Jonas (lithography)
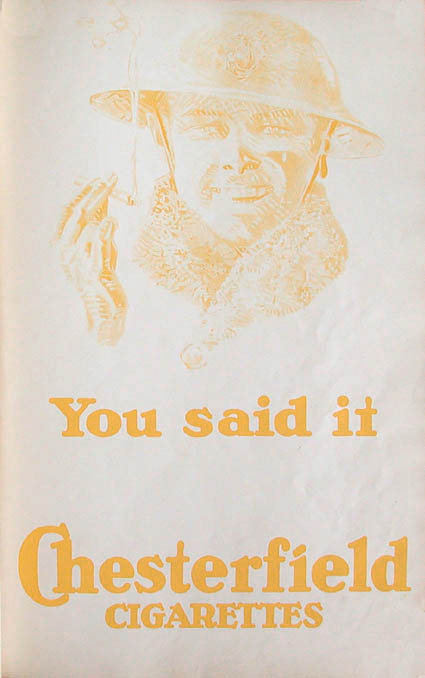
Jaune (J)
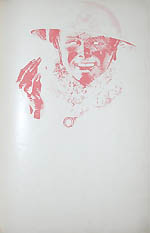
Rouge (R)
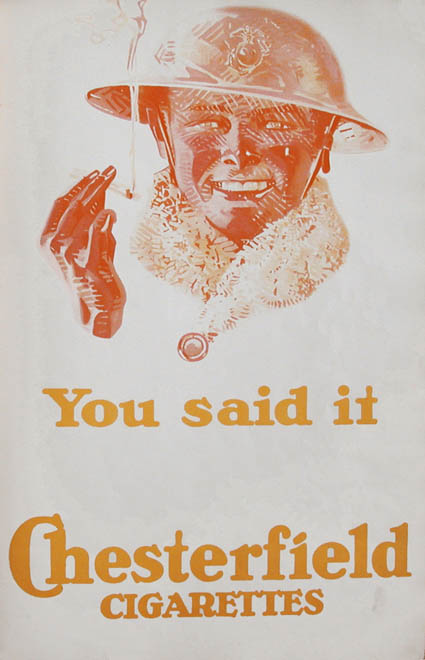
J + R
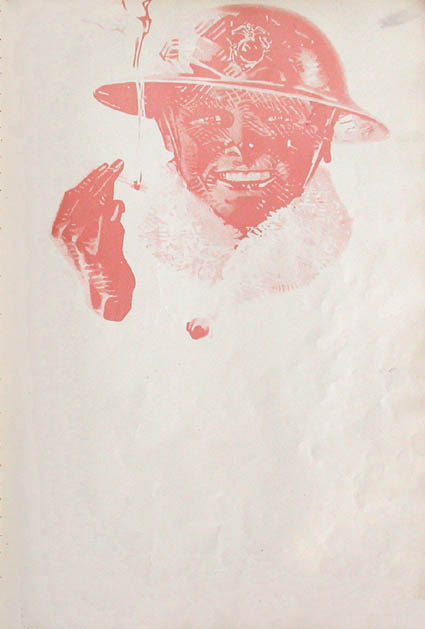
Blanc (B)
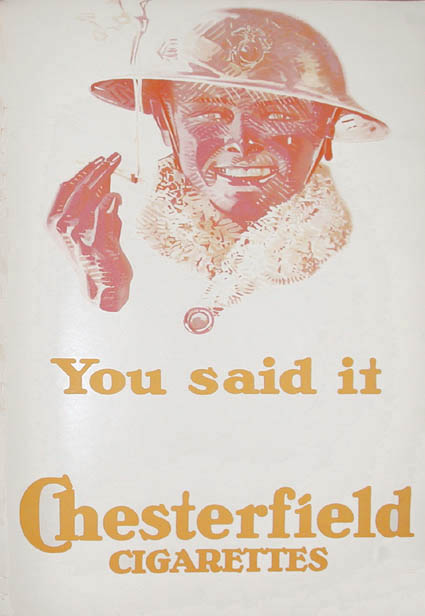
J + R + B
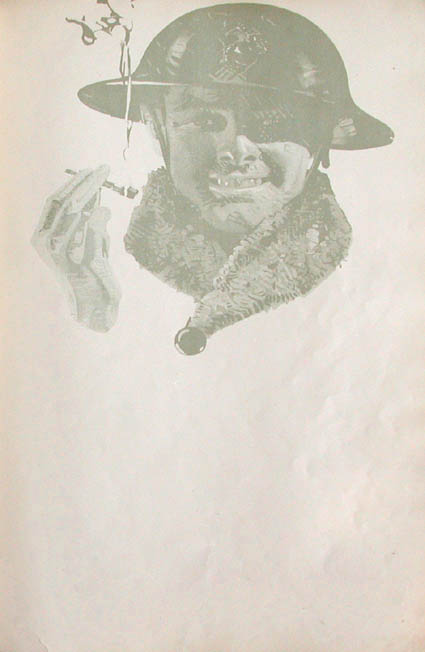
Vert (V)
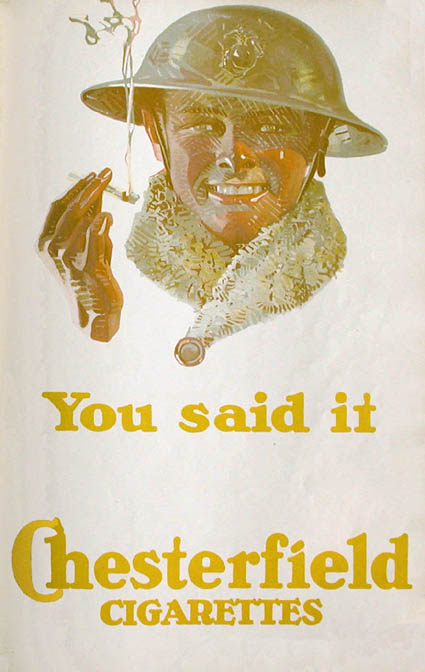
J + R + B + V
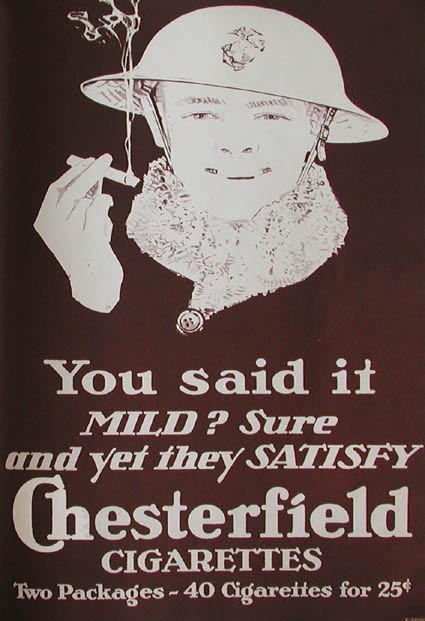
Marron (M)
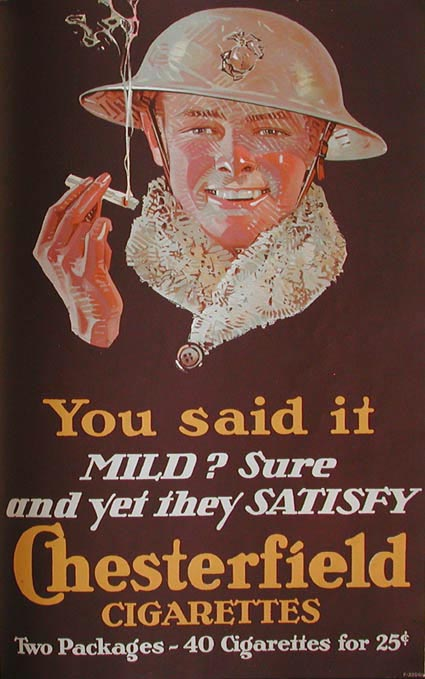
J + R + B + V + M
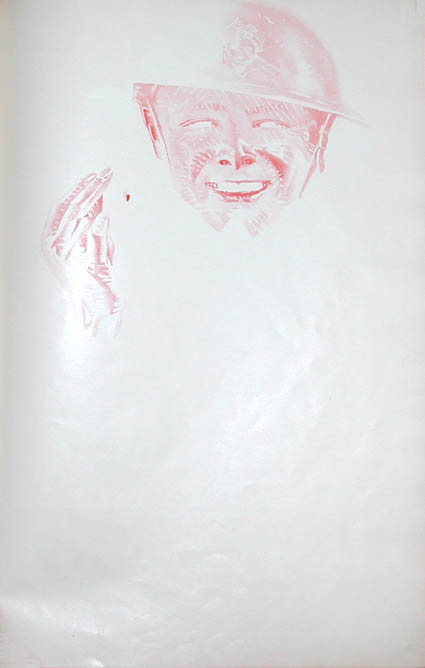
Lilas (L)
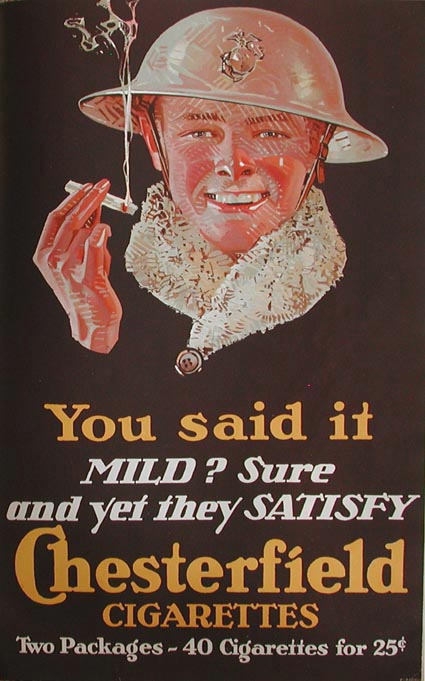
J + R + B + V + M + L
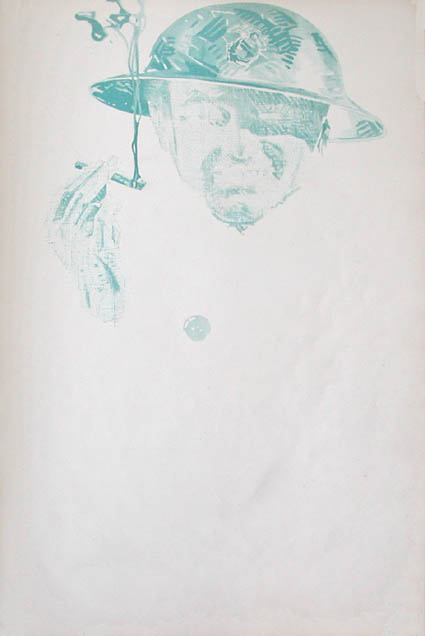
Azur (A)
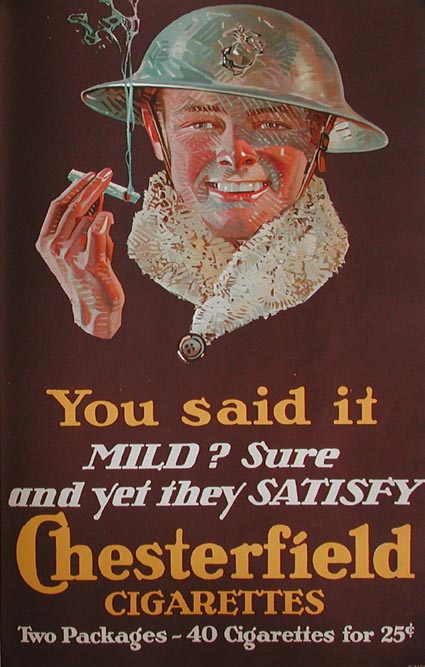
J + R + B + V + M + L + A
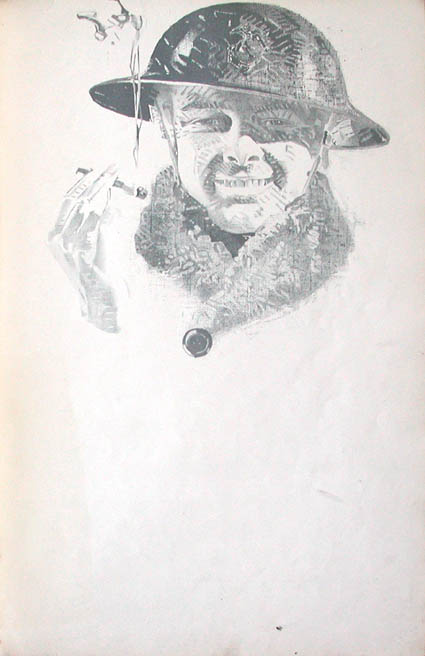
Gris (G)
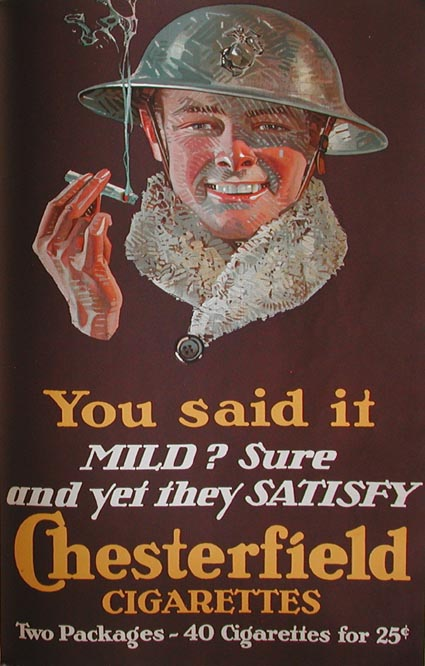
J + R + B + V + M + L + A + G
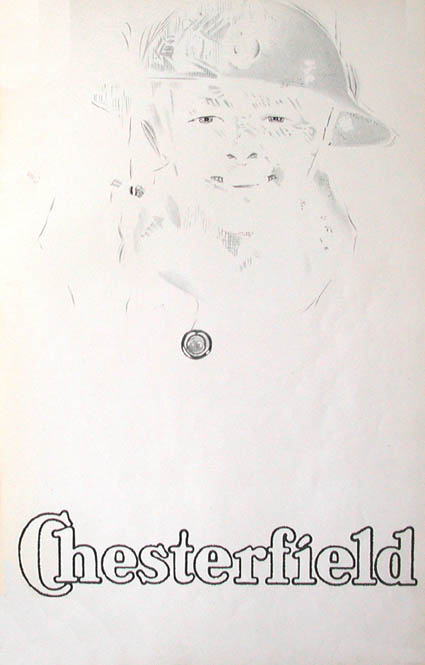
Noir (N)
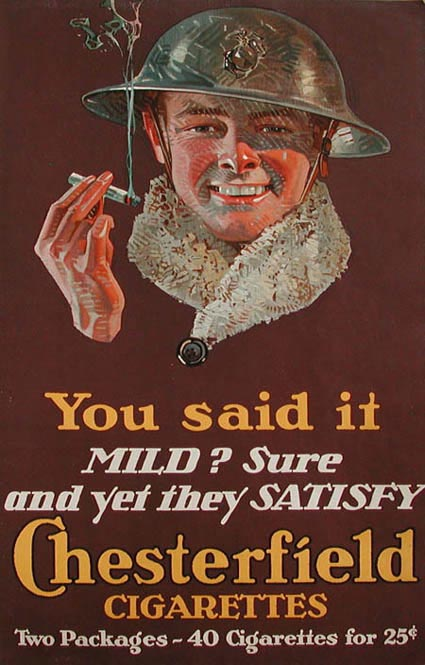
J + R + B + V + M + L + A + G + N